# Matt Charman
Matt Charman (Crawley, 5 giugno 1979) è uno sceneggiatore britannico, noto per i suoi lavori in Il ponte delle spie del 2015 e Suite francese del 2014.

## Filmografia parziale

### Cinema
- Suite francese, regia di Saul Dibb (2014)
- Il ponte delle spie, regia di Steven Spielberg (2015)

### Televisione
- Our Zoo miniserie TV (2014)
- Black Work miniserie TV (2015)